# Lysipomia lehmannii
Lysipomia lehmannii är en klockväxtart som beskrevs av Georg Hans Emmo Emo Wolfgang Hieronymus. Lysipomia lehmannii ingår i släktet Lysipomia och familjen klockväxter. IUCN kategoriserar arten globalt som starkt hotad.
Artens utbredningsområde är Ecuador. Inga underarter finns listade i Catalogue of Life.